# Kristen Britain
Pour les articles homonymes, voir Britain.
Œuvres principales
- Série Cavalier vert

Kristen Britain, née le 18 octobre 1965 dans l'État de New-York, est une autrice de fantasy, dont le premier roman Cavalier vert a été nommé au prix Locus du meilleur premier roman 1999.

## Biographie
Née le 18 octobre 1965, Kristen Britain a grandi dans l'État de New-York, dans la région de Finger Lakes.
Elle a commencé à écrire dès l'âge de neuf ans. Elle a été publiée dès l'âge de treize ans pour un recueil illustré.
Elle a fait des études en cinéma à l'Université d'Ithaca et est diplômée en 1987.
Elle a ensuite travaillé comme garde forestier au service des Parcs Nationaux.
À présent, elle s'est installée dans un chalet dans le Maine pour se consacrer à l'écriture.
Ses loisirs consistent à lire, jouer de la guitare, dessiner, faire du canoë et sortir dans les bois.

## Œuvres

### Recueil illustré
- (en) Horse and Horsepeople

### SérieCavalier vert
1. Cavalier vert, Milady, 2008 ((en) Green Rider, 1998)
2. La Première Cavalière, Milady, 2009 ((en) First Rider's Call, 2003)
3. Le Tombeau du roi suprême, Milady, 2009 ((en) The High King's Tomb, 2007)
4. Le Voile noir, Bragelonne, 2011 ((en) Blackveil, 2011)
5. Un éclat d'argent, Bragelonne, 2015 ((en) Mirror Sight, 2014)
6. La Flamme et la Glace, Bragelonne, 2018 ((en) Firebrand, 2017)
7. Le Clair d'hiver, Bragelonne, 2022 ((en) Winterlight, 2021)
8. ((en) Falling in a sea of stars, 2025)

- (en) The Dream Gatherer, 2018, recueil de nouvelles
- (en) Spirit of the Wood, 2023